# Forrest Gump

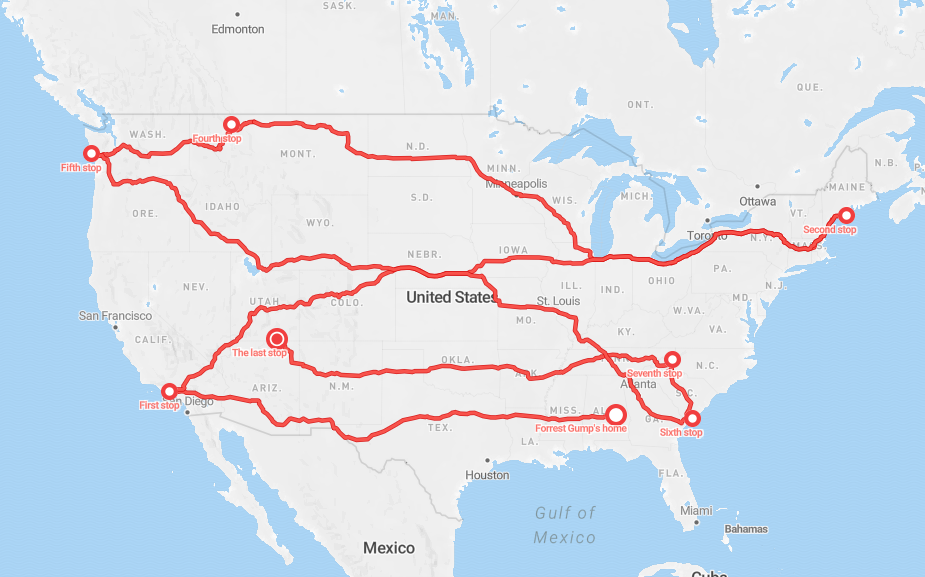
El mapa de Forrest Gump s'executa. (mapa interactiu)

Forrest Gump és una pel·lícula estatunidenca de Robert Zemeckis ,de comèdia dramàtica, estrenada el 1994, guanyadora de 6 Oscars. Ha estat doblada al català central i al valencià.
És una adaptació de la novel·la homònima de Winston Groom (1986), està protagonitzada per Tom Hanks en el paper de Forrest Gump, un home de l’Alabama que viu de manera extraordinària diversos esdeveniments clau del segle XX als Estats Units. Reconeguda per la seva direcció, guió, efectes visuals, banda sonora i interpretacions, especialment les de Hanks i Gary Sinise, es convertí en un gran èxit comercial i crític. Va obtenir sis premis Oscar, inclòs el de millor pel·lícula, i fou incorporada el 2011 al National Film Registry per la seva rellevància cultural i històrica.

## Argument
Una ploma s'enlaira i aterra als peus de Forrest Gump, un home senzill d'esperit, assegut en un banc esperant l'autobús. Explicarà la fabulosa història que és la seva vida als vianants que aniran seient al banc. La vida de Forrest Gump serà en la imatge de la ploma, que es veu al començament i al final de la pel·lícula i que es deixa portar pel vent tot com Forrest Gump es deixa portar per les seves aventures increïbles a l'Amèrica de la segona meitat del segle xx, i de la qual retrata la vida.
L'abast de la pel·lícula va ser tan gran que, des d'aleshores, una petita cadena de restaurants va ser creada amb el del nom de Bubba Gump (projecte que surt a la pel·lícula).
Des de la seva infantesa era físicament discapacitat a causa de la seva esquena, però com que el perseguien altres nens, va aconseguir córrer més de pressa que qualsevol d'ells. Forrest Gump serà molt bo al futbol americà, serà soldat al Vietnam, i també campió de ping-pong, excepcional en la Marató, capità de corbeta, i fins i tot multimilionari. Es casa llavors amb la dona dels seus somnis que coneix des de sempre: la Jenny. Tindrà un nen amb ella, però la dona morirà poc temps després del seu matrimoni, i deixarà sol en Forrest amb el seu fill, que també es diu Forrest.

## La mama i la pel·lícula
És en aquesta pel·lícula que apareix la rèplica «La mama deia sempre: "La vida és com una capsa de bombons, no saps mai què et tocarà".»
És també en aquesta pel·lícula que Forrest diu: «La mama sempre deia: "estúpid és el que fa estupideses'"» Forrest repeteix alguna vegada a la pel·lícula: «La mama explicava les coses d'una forma que jo les entenia».

## En relació amb la història dels Estats Units[calcitació]
Per procediments d'inserció en la imatge, Forrest Gump està fortament implicat en la història del seu país. Troba Richard Nixon, George Wallace, Lyndon Johnson, Elvis Presley, John F. Kennedy, John Lennon i George H. W. Bush. La seva mare li hauria posat Forrest en memòria de Nathan Bedford Forrest un fundador del Ku Klux Klan per subratllar el fet que de vegades, en la vida es fan coses que no tenen molt de sentit". Conta aquesta anècdota a una jove dona que espera l'autobús al costat d'ell i que, ironia, és negra.
Forrest Gump denuncia el que serà l'assumpte Watergate. Les llums que Forrest veu a l'immoble del davant i que li impedeixen dormir són en realitat les llums del comando encarregat de posar un aparell d'escolta a la cambra dels demòcrates (llavors adversaris de Richard Nixon) dins del Watergate, el gran hotel de Washington. La vertadera història és que el conserge de l'hotel ha previngut la policia d'un robatori. En el moment de la seva tornada del Vietnam, després d'haver trobat Jenny entre els pacifistes que es manifestaven a Washington contra la guerra, coneix membres del Black Panther Party, que li presenta un estudiant de la Berkeley. A favor de la distensió, els Estats Units intentaven un acostament amb la Xina. La ruptura xino-soviètica de 1964 és definitiva. Tot comença per relacions secretes entre Pequín i Washington que es manifesten per competicions de ping-pong del qual Forrest Gump és el fervent representant. Gràcies a les seves paraules en un plató de televisió tornant de la Xina, inspirarà a John Lennon la seva cèlebre cançó "Imagine.
La casa dels Gump acull Elvis Presley a qui Forrest inspira el famós ball balancejat mentre el Rei interpreta Hound Dog
Jenny anuncia a Forrest que és víctima d'un "virus desconegut que els metges no poden curar". En aquest moment de la pel·lícula els protagonistes són el 1982, i es pot arribar a pensar que Jenny està malalta de la sida. Forrest Gump és un vertader testimoni inventat a la segona meitat del Segle XX dels Estats Units. La pel·lícula ha estat criticada pels que consideren que és estrany que es vulgui fer-nos veure la història americana a través d'algú del qual la intel·ligència és molt limitada. Tota explicació de la història seria llavors exclosa.

## Repartiment
- Tom Hanks: Forrest Gump d'adult.[8]
- Robin Wright Penn: Jennifer Curran (Jenny).[9][10]
- Gary Sinise: Tinent Dan Taylor
- Mykelti Williamson: Benjamin Bufford-Blue (Bubba).[11]
- Sally Field: mare d'en Forrest[12]

## Premis i nominacions

### Premis
- 1995: Oscar a la millor pel·lícula
- 1995: Oscar al millor director per Robert Zemeckis
- 1995: Oscar al millor actor per Tom Hanks
- 1995: Oscar al millor guió adaptat per Eric Roth
- 1995: Oscar al millor muntatge per Arthur Schmidt
- 1995: Oscar als millors efectes visuals per Ken Ralston, George Murphy, Stephen Rosenbaum i Allen Hall
- 1995: Globus d'Or a la millor pel·lícula dramàtica
- 1995: Globus d'Or al millor director per Robert Zemeckis
- 1995: Globus d'Or al millor actor dramàtic per Tom Hanks
- 1995: BAFTA als millors efectes visuals per Ken Ralston, George Murphy, Stephen Rosenbaum i Allen Hall

### Nominacions
- 1995: Oscar al millor actor secundari per Gary Sinise
- 1995: Oscar a la millor fotografia per Don Burgess
- 1995: Oscar a la millor direcció artística per Rick Carter i Nancy Haigh
- 1995: Oscar al millor so per Randy Thom, Tom Johnson, Dennis S. Sands i William B. Kaplan
- 1995: Oscar a la millor edició de so per Gloria S. Borders i Randy Thom
- 1995: Oscar al millor maquillatge per Daniel C. Striepeke, Hallie D'Amore i Judith A. Cory
- 1995: Oscar a la millor banda sonora per Alan Silvestri
- 1995: Globus d'Or al millor actor secundari per Gary Sinise
- 1995: Globus d'Or a la millor actriu secundària per Robin Wright
- 1995: Globus d'Or al millor guió per Eric Roth
- 1995: Globus d'Or a la millor banda sonora per Alan Silvestri
- 1995: BAFTA a la millor pel·lícula
- 1995: BAFTA al millor director per Robert Zemeckis
- 1995: BAFTA al millor actor per Tom Hanks
- 1995: BAFTA a la millor actriu secundària per Sally Field
- 1995: BAFTA al millor guió adaptat per Eric Roth
- 1995: BAFTA a la millor fotografia per Don Burgess
- 1995: BAFTA al millor muntatge per Arthur Schmidt
- 1995: Grammy a la millor interpretació instrumental pop per Alan Silvestri